# Elecciones provinciales de Córdoba de 1991
Las elecciones generales de la provincia de Córdoba de 1991 tuvieron lugar el 8 de septiembre del mencionado año, al mismo tiempo que las elecciones legislativas a nivel nacional, con el objetivo de renovar los cargos de Gobernador y Vicegoberndor, a 23 miembros del Senado Provincial y a los 66 miembros de la Cámara de Diputados. También debían elegirse a los gobiernos locales de varios municipios, y a 9 diputados a nivel nacional.
El gobernador incumbente desde la restauración democrática, Eduardo Angeloz, de la Unión Cívica Radical (UCR), ya había sido elegido en 1983 y reelecto en 1987, pero de todas formas pudo presentarse a una segunda reelección para un tercer y último mandato debido a una controvertida interpretación de la Constitución Provincial del 30 de abril de 1987, indicando que el primer mandato de Angeloz (1983-1987) no contaba como primer período debido a que había sido elegido bajo la Constitución de 1923, por lo que su segundo mandato (1987-1991) era en realidad su primer período bajo la nueva Carta Magna. Su compañero de fórmula fue el mismo que en las elecciones de 1983, Edgardo Grosso, pues Mario Negri no se presentó para un segundo mandato. El principal oponente de Angeloz sería el mismo que en las anteriores elecciones, José Manuel de la Sota, del Partido Justicialista (PJ), esta vez apoyado por una coalición conocida como "Unión de Fuerzas Sociales" y por la Confederación Federalista Independiente (CFI).
Dos días antes de las elecciones, el exsenador provincial radical Regino Maders, de línea interna opositora a Angeloz y que se encontraba investigando actos ilícitos dentro del gobierno, fue asesinado mientras llegaba a su casa en Córdoba capital. A pesar de este hecho, que conmocionó severamente a la población, Angeloz volvió a triunfar con el 52.03% de los sufragios, un margen de casi diez puntos porcentuales por encima de De la Sota, que obtuvo el 42.24% juntando los votos que recibió la candidatura de la UFS con la de la CFI. Angeloz consolidó de ese modo el dominio radical sobre la provincia en medio del deterioro del radicalismo a nivel nacional. En el plano legislativo, la UCR recuperó el control del Senado Provincial, que había perdido en 1989 ante el PJ, y mediante el sistema de mayoría absoluta automática retuvo el dominio de la Cámara de Diputados, que se conservó igual a como estaba en 1987: 36 diputados de la UCR, 25 del PJ y 5 para la Unión del Centro Democrático (UCeDé), que quedó en tercer lugar y perdió sus únicos dos senadores provinciales.
El 16 de noviembre de 2014, en un artículo para el periódico La Voz donde evocó gran parte de su paso por la política, Angeloz reconoció su segunda reelección como un "error político irreparable" de su parte, algo que admitió varias veces después de terminado su gobierno. No pudo completar el mandato constitucional debido a que abandonó el cargo varios meses antes, el 12 de julio de 1995, al adelantar la sucesión al gobernador electo, Ramón B. Mestre, debido a las acusaciones de corrupción durante la última etapa de su gobierno. Se suele citar la segunda reelección de Angeloz como uno de los motivos por los cuales se decidió especificar la inhabilitación de Carlos Menem para un tercer mandato presidencial consecutivo al momento de realizarse la reforma constitucional argentina de 1994.

## Antecedentes
La reforma constitucional de 1987 le permitió al gobernador radical Eduardo Angeloz ser reelegido por estrecho margen contra José Manuel de la Sota, del Partido Justicialista, siendo una de las pocas provincias que el radicalismo logró controlar hasta después de finalizado el mandato presidencial de Raúl Alfonsín (1983-1989). De la Sota, sin embargo, logró consolidar al sector renovador del peronismo dentro de su partido y obtener un resultado aceptable con respecto al de 1983, posicionándose para las siguientes elecciones. En 1989, De la Sota fue candidato a vicepresidente en la fórmula de Antonio Cafiero en las elecciones primarias internas del Partido Justicialista de 1988 para definir la candidatura presidencial en las elecciones de 1989, siendo derrotados por la fórmula Carlos Menem-Eduardo Duhalde. Sin embargo, obtuvieron un arrollador triunfó en Córdoba, con más del 69% de los votos, lo que volvió a consolidar a De la Sota como posible candidato a gobernador. Más tarde ese mismo año, Angeloz obtuvo la nominación presidencial del radicalismo con Juan Manuel Casella como compañero, compitiendo en las elecciones presidenciales contra Menem, aunque fueron derrotados por más de diez puntos porcentuales (47.49 a 37.10), y la UCR perdió su mayoría en el Senado Provincial cordobés. Angeloz retornó entonces a la gobernación, pues su mandato expiraba en 1991, y mediante un fallo del Poder Judicial de la provincia logró que se reconociera a su mandato incumbente como primer período constitucional, quedando habilitado para una segunda reelección. El candidato a intendente de Córdoba Capital de la UCR fue Rubén Américo Martí, que venía posicionado por la popular gestión llevada a cabo por el mandatario municipal saliente, Ramón Mestre.
Aunque el radicalismo a nivel nacional se había debilitado, en el plano cordobés las encuestas predecían que el justicialismo no tenía motivos para adjudicarse como ganada la gobernación. Aunque seguía siendo considerado un rival de peso, De la Sota había salido muy deslegitimado de su derrota en 1987, siendo uno de los pocos candidatos justicialistas de aquella jornada en no ganar. El PJ nominó a Humberto Roggero, declarado menemista y opositor interno de De la Sota, para la gobernación. Sin embargo, no contaba con prácticamente ningún apoyo popular y todas las encuestas predecían una nueva victoria angelocista. En medio de esta atmósfera, Roggero decidió desistir de su candidatura, y De la Sota pudo nuevamente acceder a la fórmula del PJ. El candidato a vicegobernador fue Carlos Briganti, vicepresidente de la Confederación Rural Argentina, al igual que en 1987. La coalición formada por De la Sota para la elección se denominó "Unión de Fuerzas Sociales" e integraba al PJ, al Partido Demócrata Cristiano (PDC), y el partido provincial Acción por el Cambio (ApC). La Confederación Federalista Independiente (CFI), que en 1989 había apoyado la candidatura de Angeloz a presidente, en esta ocasión decidió hacer una fórmula conjunta con De la Sota, aunque no formó parte directamente de la UFS. La lista para legisladores provinciales de la coalición delasotista estuvo integrada por figuras destacas como el dirigente del Partido Demócrata de Córdoba, Sofanor Novillo Corvalán, al Decano de la Facultad de Derecho y Ciencias Sociales de la Universidad Nacional de Córdoba, Rafael Vaggione, y el expresidente de la Asociación Israelita de Córdoba, Arnoldo Lamisovsky. El líder de Acción por el Cambio, Hugo Taboada fue candidato a intendente de Córdoba Capital tras derrotar a Miguel Balestrini en una interna abierta el 1 de julio de 1991.

## Campaña
A pesar de la dura competencia inicial entre Angeloz y De la Sota, el panorama político nacional y provincial se había modificado enormemente. El gobierno de Menem estaba llevando a cabo políticas de corte neoliberal, muy similares a las impulsadas por Angeloz durante su campaña en 1989. Un triunfo de De la Sota, entonces referente del sector renovador del PJ, en el principal bastión de la oposición, lo habría convertido en un rival de peso para Menem por la conducción del partido. Durante gran parte de la campaña, existió una sensación en el círculo de partidarios de De la Sota de que el gobierno de Menem había buscado algún tipo de acuerdo con Angeloz. La retirada de varios candidatos menemistas de las listas de la UFS antes de los comicios, así como una reunión entre Angeloz y el ministro del Interior José Luis Manzano, motivaron estas sospechas. De la Sota contaba, sin embargo, con el apoyo del sumamente popular ministro de Economía, Domingo Cavallo.
De la Sota centró su campaña en la seguridad y en atraer el voto más conservador, emulando la figura de Ramón José Cárcano, primer gobernador libremente electo de la provincia, por haber tenido "Un modelo que fue útil para darle a Córdoba un gran gobierno y para ganarle muy bien al radicalismo". La campaña electoral de la UFS, produjo gran impacto en materia comunicacional. Asesorado por el publicista brasileño Duda Mendoça, realizaron un comercial que presentaba a un indefenso canario en una jaula a la que rondaba un gato, lo cual funcionaba como metáfora de la sensación de inseguridad que existía por la sucesión de secuestros extorsivos en todo el país. Durante la campaña, en Córdoba secuestraron al hijo del presidente de la Unión Industrial, Juan Carlos Negrini, y a Shirley Dadone de Unzueta, la esposa de un reconocido acopiador de granos que fue candidato a intendente por el radicalismo de Pueblo Italiano, una pequeña ciudad del interior de Córdoba. Ambas personas aparecieron a tan solo dos días de los comicios, a lo que Angeloz declaró, burlonamente: "el gato ya no aparece más, tiene la voz afeminada y lo castré a tiempo".

## Resultados

### Gobernador y Vicegobernador
|  | 52,03 % |

|  | 36,49 % |

|  | 5,75 % |

|  | 42,24 % |

|  | 2,46 % |

|  | 0,79 % |

|  | 0,72 % |

|  | 0,46 % |

|  | 0,40 % |

|  | 0,28 % |

|  | 0,26 % |

|  | 0,26 % |

|  | 0,24 % |

|  | 0,16 % |

|  | 96,19 % |

|  | 3,34 % |

|  | 0,47 % |

|  | 100 % |

|  | 83,57 % |

### Cámara de Diputados
|  | 48,13 % |

|  | 35,38 % |

|  | 5,65 % |

|  | 5,42 % |

|  | 1,53 % |

|  | 1,14 % |

|  | 0,69 % |

|  | 0,50 % |

|  | 0,50 % |

|  | 0,29 % |

|  | 0,29 % |

|  | 0,29 % |

|  | 0,18 % |

|  | 93,75 % |

|  | 5,86 % |

|  | 0,38 % |

|  | 100 % |

|  | 83,57 % |

### Cámara de Senadores
|  | 50,04 % |

|  | 35,38 % |

|  | 5,36 % |

|  | 4,24 % |

|  | 1,35 % |

|  | 0,78 % |

|  | 0,47 % |

|  | 0,43 % |

|  | 0,32 % |

|  | 0,31 % |

|  | 0,13 % |

|  | 0,08 % |

|  | 91,77 % |

|  | 7,87 % |

|  | 0,36 % |

|  | 100 % |

|  | 83,57 % |